# Jeppe Andersen
Jeppe Andrup Andersen (6 dicembre 1992) è un calciatore danese, centrocampista del Silkeborg.

## Carriera

### Club
Andersen è entrato a far parte del Vejle all'età di dieci anni. Sette anni più tardi ha firmato il suo primo contratto vero e proprio.
Ha debuttato in prima squadra il 25 aprile 2011, quando è subentrato a Thomas Mikkelsen nella sfida di 1. Division vinta 2-1 contro il FC Vestsjælland. Ha poi giocato anche le partite che rimanevano di lì a fine campionato, chiudendo la stagione con 7 presenze e 2 gol.
Nell'estate del 2011 il Vejle si è fuso con il Kolding FC, dando vita al Vejle-Kolding. Andersen è rimasto in rosa in entrambi gli anni in cui l'unione tra i due club è perdurata.
Il 28 maggio 2013 l'Esbjerg ha annunciato di aver rilevato il giocatore a titolo definitivo. Inizialmente ha faticato a ottenere un posto nell'undici di partenza, ma è riuscito poi a conquistarsi il suo spazio a stagione in corso. Nel marzo 2015 si infortuna gravemente al legamento crociato anteriore e rimane fuori per i seguenti 7 mesi. Nel giugno 2016 invece è dovuto rimanere lontano dai campi per 6-8 settimane dopo un infortunio alla spalla occorso in allenamento. Durante il successivo mese di agosto è diventato il nuovo capitano della squadra, ma a novembre è stato nuovamente operato al ginocchio. Nel gennaio 2017, Andersen ha comunicato l'intenzione di non rinnovare il contratto in scadenza con l'Esbjerg.
Il 30 giugno 2017 è stata ufficializzata la sua firma di un contratto triennale con gli svedesi dell'Hammarby, trasferimento avvenuto il successivo 15 luglio alla riapertura del mercato svedese. All'Hammarby ha trovato altri connazionali a partire dal tecnico Jakob Michelsen, oltre a Bjørn Paulsen e al nuovo arrivo Mads Fenger. Ha debuttato il 17 luglio subentrando nella sconfitta per 3-0 sul campo dell'Elfsborg, poi nel resto del torneo è stato utilizzato da titolare. Nell'Allsvenskan 2018 ha disputato 26 partite, giocando prevalentemente in coppia con l'altro centrocampista centrale Serge-Junior Martinsson Ngouali. La squadra si è classificata al quarto posto. 26 sono anche state le sue presenze nel corso dell'Allsvenskan 2019, conclusa dai biancoverdi al terzo posto. Il 29 marzo 2019 ha firmato un rinnovo fino all'estate del 2023. Nel frattempo, a seguito del ritiro dal calcio giocato da parte di Kennedy Bakırcıoğlu, a partire dalla stagione 2019 Andersen ha ricevuto la fascia di capitano. L'8 maggio 2021, Andersen ha collezionato la sua presenza numero 100 in campionato con la maglia dell'Hammarby, segnando nell'occasione un gol nella vittoria interna per 3-2 contro il Sirius. La sua ultima stagione in biancoverde è stata quella relativa al 2022, al termine della quale Andersen è stato ceduto.
Nel gennaio 2023 è stato infatti acquistato dai norvegesi del Sarpsborg 08 guidati in panchina da Stefan Billborn, che in precedenza era già stato il suo ex allenatore all'Hammarby.

### Nazionale
Ha giocato nelle nazionali giovanili danesi Under-18, Under-19, Under-20 ed Under-21.

## Palmarès

### Club

#### Competizioni nazionali
- Coppa di Svezia: 1

Hammarby: 2020-2021